# Гретзиль
Гретзиль (нем. Greetsiel) — населённый пункт (муниципальный район) в Германии, земля Нижняя Саксония, район Аурих, коммуна Крумхёрн. Это небольшой портовый городок в заливе Лейбухт в западной части Восточной Фризии, который впервые был задокументирован в письмах от 1388 года. Хотя изначально Гретзиль был небольшой, но живописной рыбацкой деревней, он стал главным образом туристической достопримечательностью. В декабре 2006 года в нём проживало 1534 человека, но в летние месяцы и во время рождественских праздников количество людей, проживающих в посёлке, значительно увеличивается.

## Этимология
Резиденция рода Кирксена возникла возле сливного шлюза, построенного в конце XIV века. Это название — композиция из «gred», что означает луг, пастбище, аллювиальная земля, и «siel», шлюз дамбы с водоотводной канавой для пропуска или отвода внутренних вод, что можно перевести как «шлюз на польдере».

## История

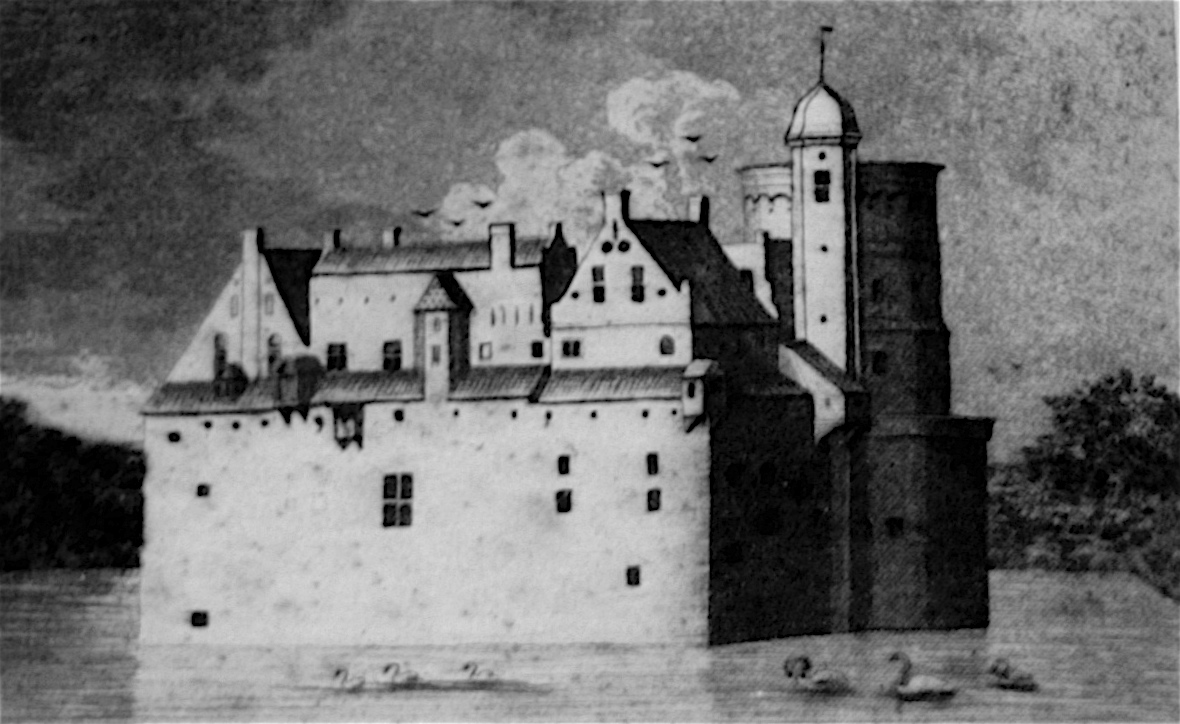
Замок Гретзиль

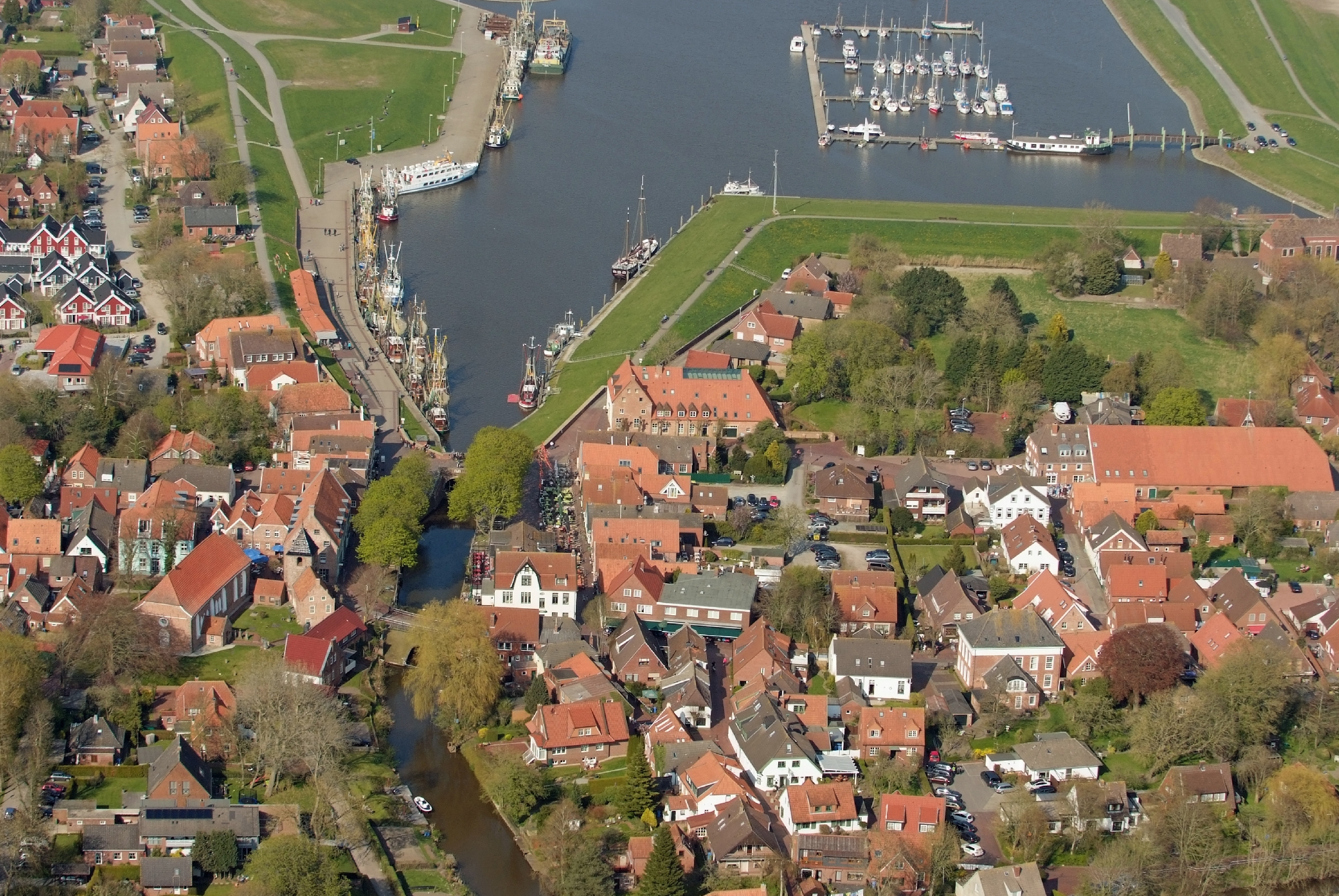
Исторический центр города

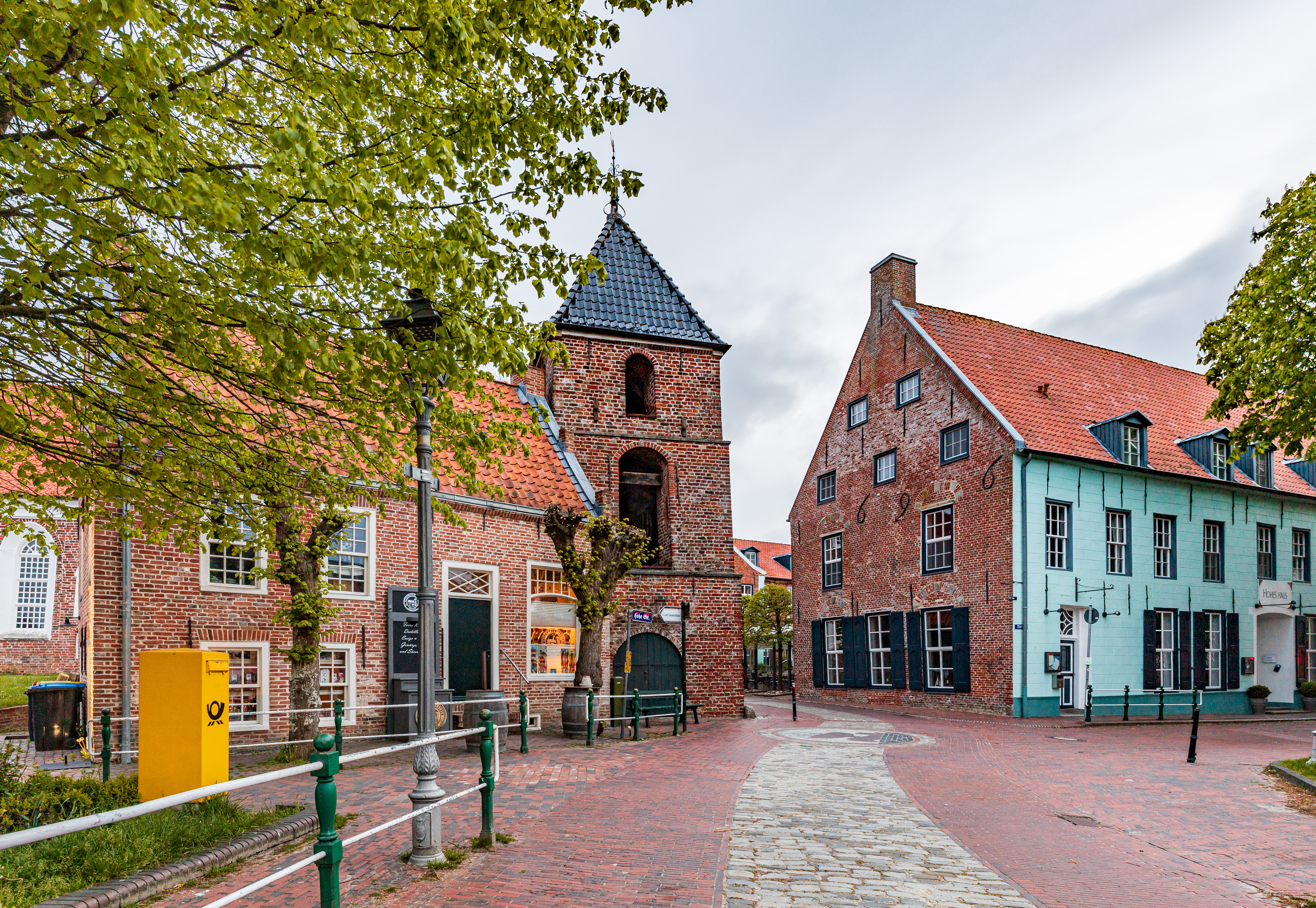
Исторический центр города

История  Гретзиля насчитывает более 650 лет. Гретзиль впервые упоминается в письмах Окко I том Брока в 1388 году. В то время корабли Гамбурга стояли на якоре в гавани Гретзиля и должны были платить таможенную пошлину.
Это селение было основано аббатством Аппинген при хофтлингах рода Кирксена. В то время как Аппинген всё больше терял своё значение, Гретзиль стал резиденцией хофтлингов. В 1462 году в Кирксенабурге родился граф Эдцард Великий; под его правлением Восточная Фризия простиралась от реки Везер до Гронингена. В 1547 году здесь родился Уббо Эммиус. На старых голландских картах город отмечен как Grietjezijl.
1 июля 1972 года Гретзиль был включен в состав новой коммуны Крумхёрн. При создании коммуны разгорелись споры о том, где должен располагаться административный центр: в Певзуме или Гретзиле. Поскольку Гретзиль был более изолированным местом, предпочтение было отдано Певзуму.

## Население
| Год  | Численность | Численность |
| ---- | ----------- | ----------- |
| 2012 | 1450        |             |

## Известные уроженцы
- Эдцард I Великий (1491—1528) — граф Остфрисланда с 1491 по 1528 год; представитель дома Кирксена.
- Эдцард II (1532—1599) — граф Остфрисланда с 1540 (до 1561 при регенте) по 1599 год; представитель дома Кирксена.
- Эммиус, Уббо (1547—1625) — немецкий историк, географ и богослов.